# Ильинцы (Киевская область)
Ильинцы (укр. Іллінці) — покинутое село в Киевской области Украины. Расположено в Чернобыльской зоне отчуждения.

## География
Ильинцы находятся в 30 километрах от Чернобыля и в 23 километрах от железнодорожной станции Янов. Входит в Вышгородский район.

## История
Ильинцы впервые упоминаются в письме короля польского Сигизмунда I как посёлок. После второго раздела Речи Посполитой село находилось в составе Киевской губернии Российской империи. Ильинцы были центром Ильинецкого сельсовета, которому были подчинены Рудня-Ильинецкая и Старая Красница.
В 1986 году, после аварии на Чернобыльской АЭС, жители села были эвакуированы в села Право Жовтня, Жовтневое и Старая Оржица. Село было официально снято с учёта в 1999 году. Через некоторое время, многие жители возвращались в село, как самосёлы. В 2015 году, во время пожаров, часть села сгорела и постоянных жителей не осталось.

## Демография
| Год  | Численность |
| ---- | ----------- |
| 1783 | 716         |
| 1860 | ▼510        |
| 1900 | ▲1419       |
| 1972 | ▲1434       |
| 2006 | ▼40         |
| 2013 | ▼2          |